# August Rush
August Rush és una pel·lícula dramàtica estatunidenca del 2007, dirigida per Kirsten Sheridan. El guió és de Nick Castle, James V. Hart i Paul Castro. Fou produïda per Richard Barton Lewis. August Rush va estar nominada als premis Oscar a la categoria a la millor cançó original. Aquesta, tracta sobre un jove prodigi musical, abandonat pel seu avi en néixer, i sobre la recerca que empren per trobar els seus pares mitjançant la música com a mitjà de connexió.

## Argument
El protagonista, Evan Taylor, és capaç d'escoltar música a qualsevol lloc. Es va criar en un orfenat després de ser deixat en adopció pel seu avi matern. Evan creu que la música que és capaç de sentir arreu procedeix del vent, com un tipus de missatge enviat pels seus pares.
A través d'una sèrie de flashbacks, l'espectador coneix que els seus pares van ser Lyla Novacek i Louis Connelly, dos coneguts músics, que es van conèixer i es van enamorar una nit, però que es van separar després d'una sèrie d'esdeveniments. Durant el seu embaràs, Lyla va ser atropellada per un cotxe i el seu pare li va dir que el seu nadó no havia sobreviscut. Lyla i Louis van deixar de tocar i es van convertir en dues persones desgraciades l'un sense l'altre.
Evan s'escapa de l'orfenat i arriba a Nova York a la recerca dels seus pares, però acaba en un teatre abandonat on habiten un grup de músics de carrer. Allà té el seu primer contacte real amb la música: una guitarra, Comença a tocar-la i demostra ser un prodigi, Wizard, que li dona a Evan el nom d'August Rush, és el benefactor dels nois, als que veu com una inversió a llarg termini. Després d'una batuda Evan escapa i arriba a una església on coneix a un grup de cantants entre ells una petita nena que li dona a Evan la seva primera lliçó de música escrita i amb notes, la petita no triga a descobrir l'extraordinària capacitat de Evan per a la composició de música, el que la motiva a dir-li al pare d'aquesta església, més Evan per por que el tornin a l'orfenat no dona el seu nom real, malgrat la seva edat i condició Evan és becat a l'Acadèmia Juilliard.
Al mateix temps el seu avi, que el va donar en adopció, pateix un atac de cor i en el seu llit de mort li revela la veritat a la seva filla, que emprèn una recerca del seu fill, suportant els reclams de gent que la jutjava sense saber la veritat, més l'estranya connexió que hi ha entre els pares i el fill, la motiva a tocar de nou, com enviant un missatge al seu fill, el que també passa amb Louis, que després de 10 anys torna a la banda; al mateix temps que tracta de trobar Lyla.
Wizard troba a Evan a l'Acadèmia Juilliard i se l'emporta amenaçant de revelar el seu nom. Per intervenció de la destinació Louis coneix Evan al parc on ell tocava, i junts toquen unes notes, produint-se una connexió instantània i sorprenent que el petit estigui a l'Acadèmia Juilliard, encara que no li creu. Louis el motiva a anar a un concert al qual el no pot anar per Wizard, i encara que tots dos ho ignoren Lyla també toqués en aquest concert. Després de tocar en un concert, la banda de Louis cau en un embús, el que a Louis li permet llegir el cartell del concert i veure el nom d'August Rush i el de Lyla. Després d'escapar de Wizard arriba al concert on seus pares ho senten tocar, i es revela aquesta extraordinària connexió entre ells i la música ... "La música està a tot arreu l'únic que has de fer és escoltar".

## Repartiment

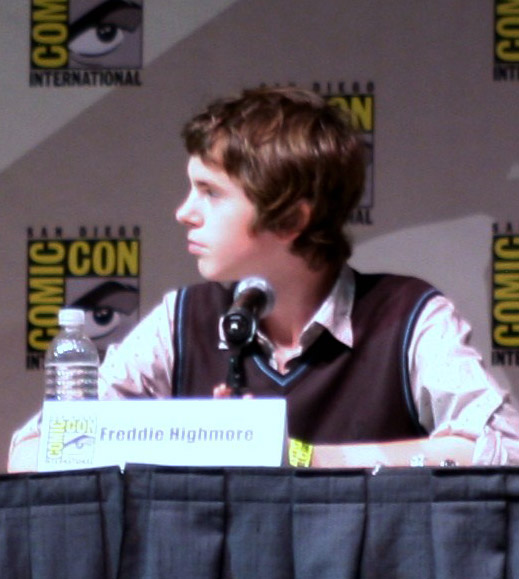
Freddie Highmore el protagonista de la pel·lícula.

- Freddie Highmore - Evan Taylor ("August Rush")
- Keri Russell - Lyla Novacek
- Jonathan Rhys-Meyers - Louis Connelly
- Robin Williams - Mag Marxell Wallace
- Terrence Howard - Richard Jeffries
- William Sadler - Thomas Novacek
- Jamia Simone Nash - Hope
- Mykelti Williamson- James Reverend
- Leon Thomas III - Arthur
- Aaron Staton - com Nick
- Alex O'Loughlin - com Marshall
- Jamia Simone Nash - Jeffries Esperança
- Becki Newton - Jennifer
- Marian Seldes - la decana Alice MacNeil
- Ronald Guttman - el professor
- Bonnie McKee - Lizzy
- Timothy T. Mitchum - Joey
- Kaki King - com Evan Taylor mans per tancar-en un treball de guitarra, artista de la gravació de bandes sonores, i professor de guitarra / consultor

## Música
- "Moondance", escrita per Van Morrison, interpretada per Jonathan Rhys-Meyers.
- "This Time", escrita per Chris Trapper, interpretada per Jonathan Rhys-Meyers.
- "Bari Improv", escrita per Mark Mancina i Kaki King, interpretada per Kaki King.
- "Ritual Dance", escrita per Michael Hedges, interpretada per Kaki King.
- "Raise It Up", escrita per Impact Repertory Theatre, interpretada per Jamia Simone Nash i Impact Repertory Theatre.Nominada a l'Oscar per Millor cançó original.
- "Dueling Guitars", escrita per Heitor Pereira i interpretada per Heitor Pereira i Doug Smith.
- "Someday", escrita per John Legend.
- "August` s Rapsody in C major ", escrita per Mark Mancina

A excepció de "Dueling Guitars", Totes les cançons d'August van ser interpretades per Kaki King.

## Premis
- La banda sonora té cançons d'actes nous i de ja establerts. Va ser nominada a un Oscar a la Millor Cançó Original (Raise It Up).
- Premi Jove Artista (2008):
  - Millor pel·lícula familiar (Comèdia o Drama)
  - Millor actuació en una pel·lícula - actor jove - fantasia o drama per Leon G. Thomas III.
- Acadèmia del Cinema de Ciència-ficció, Fantasia i Horror: Guanyadora el 2008 del Premi Saturn a la millor actuació per un actor jove - Freddie Highmore.